# Principado de Seborga
O Principado de Seborga (em italiano:  Principato di Seborga, em lígure: Prinçipatu de A Seborca) é uma micronação não reconhecida que reivindica uma área de 14 km² (5,4 milhas quadradas; 3.500 acres) localizada na província italiana de Impéria, na Ligúria, perto da fronteira francesa, e cerca de 35 quilômetros (20 milhas) de Mônaco. O principado é coextensivo com a comuna de Seborga; afirmações de soberania foram instigadas em 1963 por um ativista local com base em alegações não comprovadas sobre assentamentos territoriais feitas pelo Congresso de Viena após as Guerras Napoleônicas.

## História

### Origem

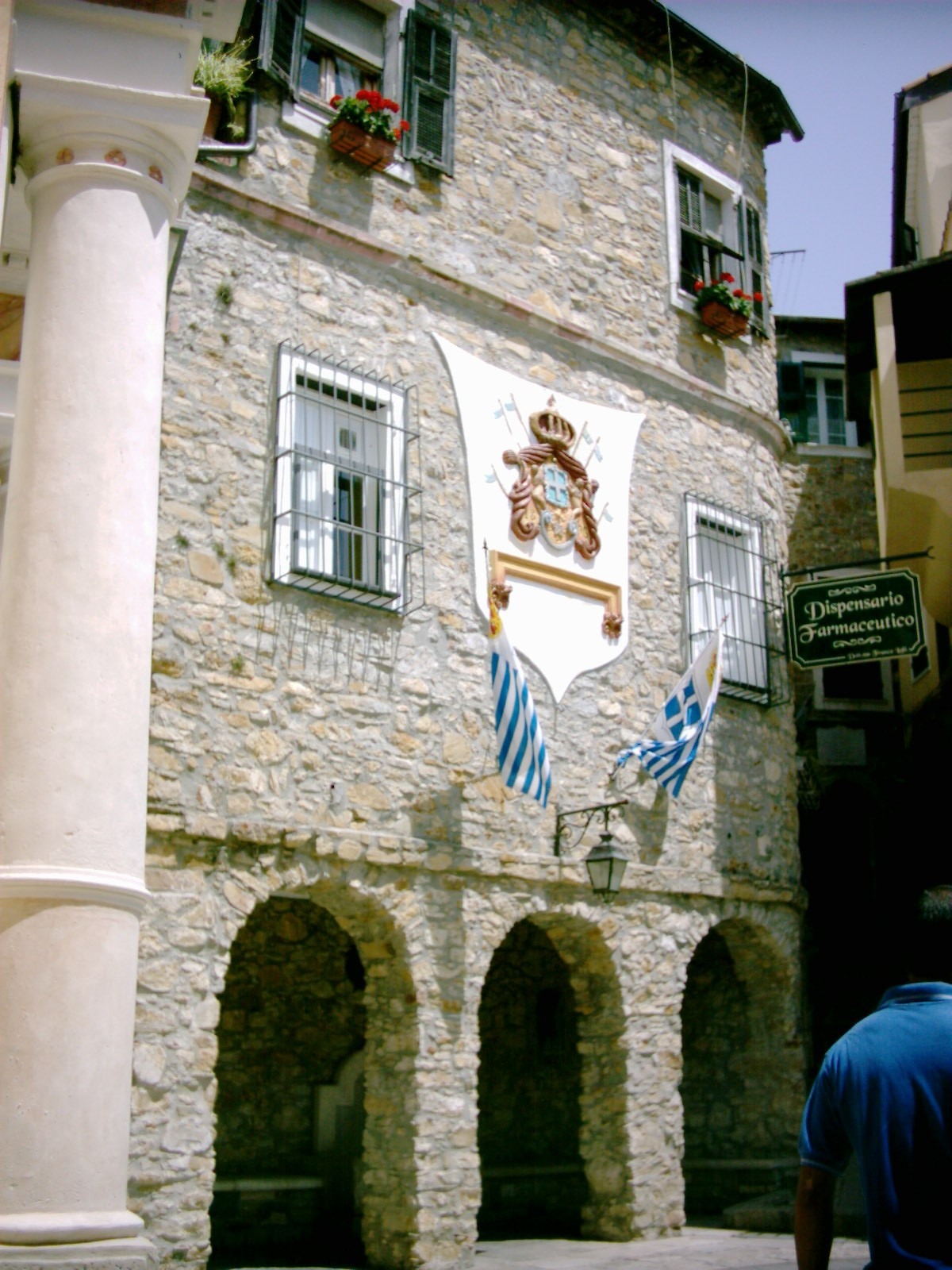
Vista do antigo palácio da moeda do Principado de Seborga.

Em 954, o conde de Ventimiglia cedeu o feudo de Seborga aos abades de Lérins, que o transformaram num principado eclesiástico que duraria oitocentos anos.

Antiga bandeira do principado (séc. XII - 1729)

Em Janeiro de 1729, Vítor Amadeu II da Sardenha comprou o principado de Seborga ao seu proprietário eclesiástico, o abade Biancheri, mas sem pagar o preço, o que explica porque Seborga nunca foi mencionado em nenhum tratado subsequente.O podestá de Seborga Giuseppe Antonio Biancheri ostentou o título de Príncipe de 16 de novembro de 1710 até sua morte em 4 de novembro de 1746, apesar do “protetorado” da Casa de Sabóia de 1729 que nunca foi reconhecido. Seborga aparece bem no “contado di Nizza” do mapa dos Estados do Rei da Sardenha de 1779.
Na década de 1950, alguns habitantes da aldeia de Seborga reivindicaram a reativação da independência da República Italiana, em virtude do seu antigo estatuto de principado eclesiástico de que a localidade outrora teria desfrutado, e consideraram ilegal a anexação ao reino da Sardenha, depois para a Itália.

### Independência

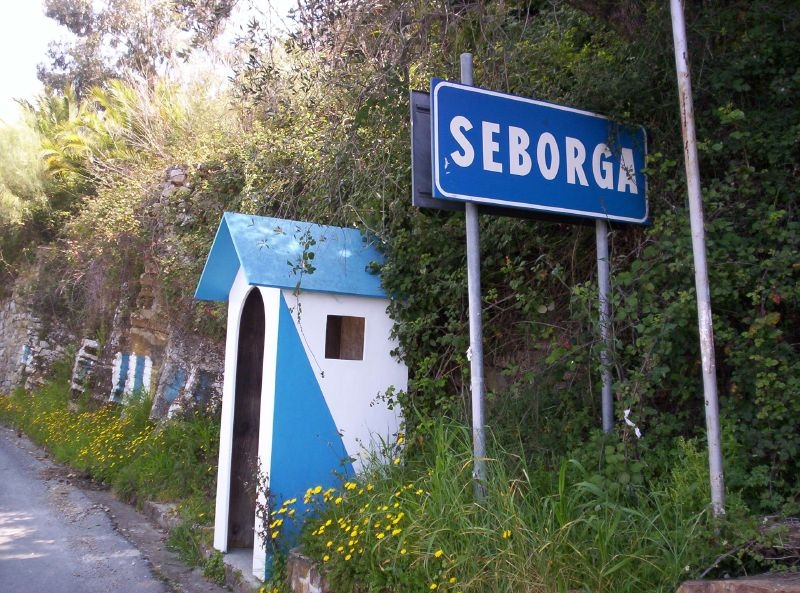
Posto de "fronteira" de Seborga

A reivindicação de soberania para Seborga foi apresentada em 1963 por um antigo floricultor de Seborga chamado Giorgio Carbone. Ele alegou ter encontrado documentos dos arquivos do Vaticano que, de acordo com Carbone, indicavam que Seborga nunca tinha sido uma posse da Casa de Saboia e, portanto, não estava legitimamente incluída no Reino da Itália quando foi formado em 1861 durante a unificação italiana. Carbone alegou que Seborga existia como um Estado soberano da Itália desde 954, e que a partir de 1079 era um principado do Sacro Império Romano. As reivindicações de soberania afirmam que Seborga foi esquecida pelo Congresso de Viena em sua redistribuição de territórios europeus após as Guerras Napoleônicas.
Carbone promoveu a ideia da independência de Seborga como um principado, e em 1963 os habitantes da cidade o elegeram como seu suposto chefe de estado. Carbone assumiu o estilo e o título Sua Tremendosidade (Sua Tremendità) Giorgio I, Príncipe de Seborga. Ele formou um "gabinete" de ministros; cunhou uma moeda local, o luigino; introduziu uma bandeira de Seborga, uma cruz branca sobre um fundo azul; e estabeleceu um lema latino, Sub Umbra Sede (Sente-se na sombra). A campanha de Carbone geralmente não foi levada a sério e é amplamente vista como um estratagema para atrair turistas para a cidade, embora seus apoiadores na cidade afirmem que seu pequeno estado foi reconhecido por Burkina Faso.
Em Janeiro de 2006, Carbone anunciou que abdicaria ao atingir a idade de 70 anos, aparentemente como resultado de uma disputa sobre a reconstrução do centro da vila, mas não o fez e continuou a ocupar o cargo até à sua morte. Mesmo assim, esta decisão foi objeto de uma reportagem no programa de rádio World Today da BBC World Service, em 25 de Janeiro de 2006.
Giorgio Carbone manteve sua posição cerimonial até sua morte em 25 de novembro de 2009 (73 anos), devido a complicações devido à esclerose lateral amiotrófica. A posição do "monarca" de Serborga não é hereditária e, desde a morte de Carbone, eleições são realizadas em Seborga a cada sete anos entre os 200 eleitores registrados da cidade. Carbone foi sucedido pelo empresário Marcello Menegatto, que foi eleito em 25 de abril de 2010 e coroado em 22 de maio de 2010 como Sua Alteza Sereníssima (Sua Altezza Serenissima ou SAS) Príncipe Marcello I. Menegatto foi reeleito como Príncipe em 23 de abril de 2017, após um desafio malsucedido à posição por Mark Dezzani, um DJ de rádio nascido na Grã-Bretanha que viveu em Seborga por quase 40 anos.
Em 12 de abril de 2019, Menegatto abdicou de seu cargo, e foi sucedido por sua ex-esposa, Nina Menegatto, que foi eleita pela cidade como Sua Alteza Sereníssima Princesa Nina em 10 de novembro de 2019.

## Governo
O Principado é uma monarquia constitucional eletiva. O Chefe de Estado é o Príncipe, eleito pelo povo a cada sete anos. Os Estatutos Gerais (a constituição do país) foram adotados em 1995.
As principais instituições são:
- Conselho dos priores: originalmente denominado Parlamento Geral, é composto por todos os cidadãos de Seborga; tem poder legislativo. Leis são aprovadas por aclamação.[16]
- Conselho da Coroa: usufruído pelo Príncipe, é composto por nove conselheiros (dos quais cinco eleitos pelos cidadãos); tem poder executivo.[17]

### Governantes
- Dirigeants inconnus - 954 - 1729;
- Príncipe Giorgio I (Giorgio Carbone) - 14 de maio de 1963 - 25 de novembro de 2009;
  - Alberto Romano - 25 novembre 2009 - 25 de abril de 2010 (Regente).
- Príncipe Marcelo I (Marcello Menegatto) - 25 de abril de 2010 - 10 de novembro de 2019;[12][18]
- Princesa Nina (Nina Menegatto) - 10 de novembro de 2019 - atualmente.[15][19]

#### Falsos títulos
Houve pretendentes ao trono de Seborga, entre os quais se incluem pretendentes como a autointitulada "princesa" Yasmine von Hohenstaufen Anjou Plantagenet e Nicolas Mutte, um escritor francês.
Yasmine von Hohenstaufen escreveu ao presidente da Itália e ofereceu-se para devolver o principado ao estado em 13 de junho de 2006.

## Seborga atualmente
As reivindicações de independência de Seborga continuam hoje, e um site oficial do Principato di Seborga afirma os argumentos históricos apresentados por Carbone. Seborga afirma manter uma guarda de fronteira voluntária, o Corpo delle Guardie. Os participantes usam um uniforme azul e branco e durante a temporada turística eles ficam de guarda em guaritas na passagem de fronteira não oficial na estrada principal para Seborga.
A micronação não reconhecida que reivindica a cidade de Seborga entende que a cidade ainda está diretamente dentro das leis e fronteiras da Itália.

### Moeda

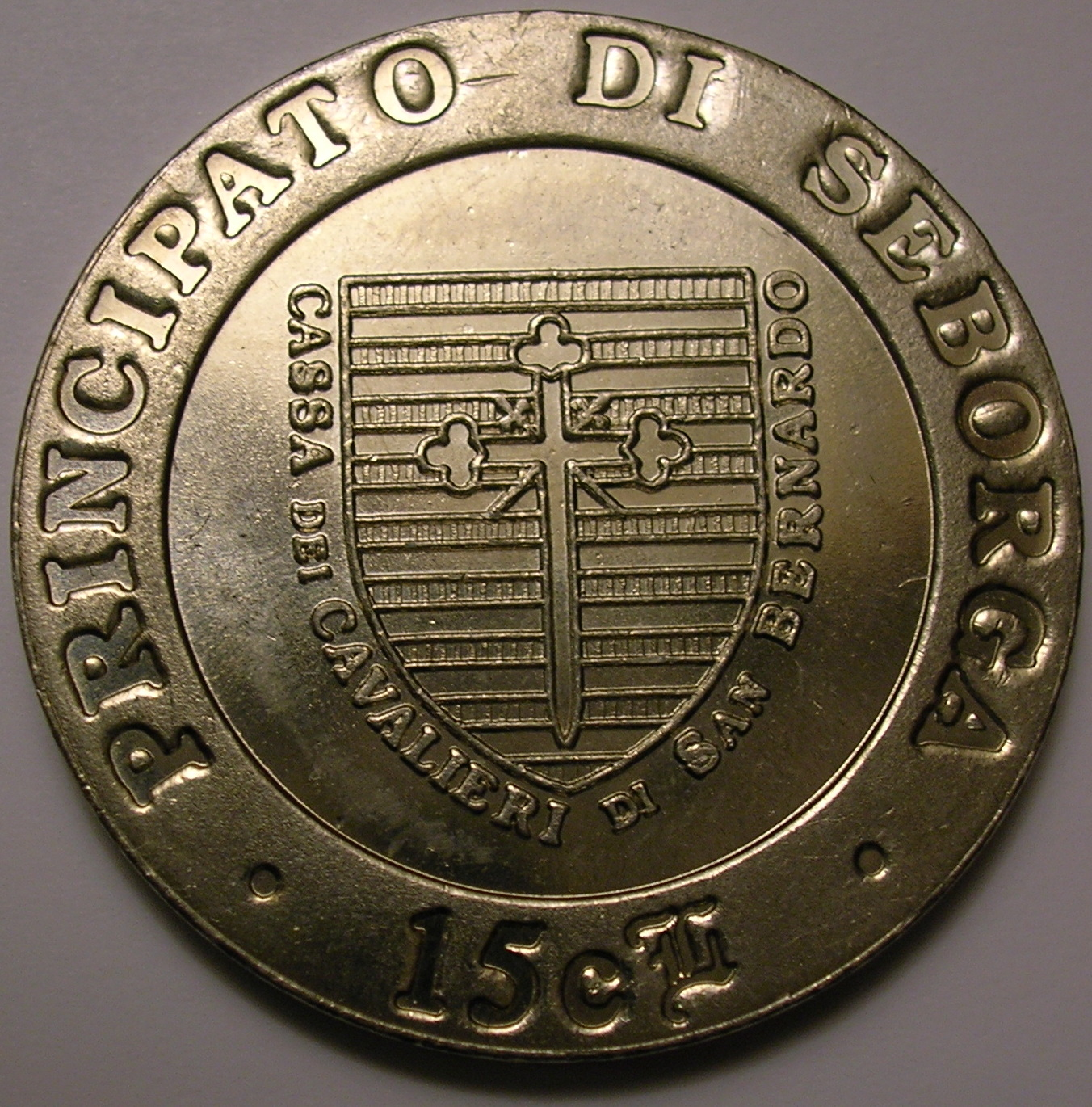
Luigino de 15 centavos

A moeda local de Seborga, o luigino de Seborga, é dividida em 100 centavos. As moedas de luigino circulam em Seborga ao lado do euro. A moeda não tem valor fora da cidade. O valor do luigino é atrelado ao dólar norte-americano em SPL 1 = USD 6,00. Em 20 de agosto de 2023, o Principado apresentou a primeira nota de luigini.

### População
Em 1º de janeiro de 2018, Seborga tinha uma população de 297 pessoas, com 146 homens e 151 mulheres. Em 2021, a população de Seborga caiu para 217 pessoas.

### Relações exteriores
Apesar do seu não reconhecimento, os consulados diplomáticos estão abertos no estrangeiro.

### Esportes
Desde 2014, o principado conta com seu próprio time de futebol.

### Forças armadas
A constituição do Principado de Seborga não prevê a criação de uma força militar. Se alguém infringir a lei, será enviado para o exterior. A guarda do principado é composto por 3 pessoas: o Ministro da Defesa e 2 guardas de fronteira.
| Classificação                          | Comandante | Tenente | Segundo Tenente | Voluntário |
| Posições de oficial no Corpo de Guarda |            |         |                 |            |